# Michel Van Maele
Michel Van Maele, né le 2 octobre 1921 à Sint-Michiels et décédé à Bruges le 26 février 2003, est le neuvième président du Club Bruges KV, un club de football belge, qu'il dirige de 1999 à 2003. Il est également un ancien bourgmestre de Bruges, le premier après la fusion des communes de 1973.

## Présidence du Football Club Brugeois
Michel Van Maele entre au FC Brugeois en 1974, lorsqu'aidé par des amis et des relations d'affaires, il investit dans le Club pour le sauver de la faillite. Il permet également la construction d'un nouveau stade, l'Olympiapark, commun aux deux clubs professionnels de la ville, le Club et le Cercle. Il s'affilie alors au Conseil d'Administration en tant qu'administrateur délégué, et rassemble autour du Club plusieurs personnes issues du monde politique ou des affaires.
Pendant près de 25 ans, Michel Van Maele se contente d'assister aux réunions du Conseil d'Administration du Club et observer son évolution, prenant rarement des décisions importantes. Après avoir abandonné le mayorat de la ville de Bruges, il reste membre du Club, sans s'impliquer davantage. Ce n'est qu'en 1999, à la suite de graves tensions entre différents membres de la direction du Club, qu'il décide de s'investir personnellement pour résoudre les problèmes, et prend la place de Président.
Malheureusement, il ne verra pas son équipe remporter un nouveau titre. Il succombe le 27 février 2003 des suites d'une longue maladie, quelques semaines avant que ses joueurs ne soient sacrés champions, qui lui dédieront ce titre. Michel Van Maele est enterré à Sint-Michiels, une section de la ville de Bruges, dont il fut le plus jeune bourgmestre de Belgique d'après-guerre.

## Sources
- Site officiel du Club Bruges KV